# Bobroszczur
Bobroszczur (Hydromys) – rodzaj ssaków z podrodziny myszy (Murinae) w obrębie rodziny myszowatych (Muridae).

## Rozmieszczenie geograficzne
Rodzaj obejmuje gatunki występujące w Australii, Indonezji i Papui-Nowej Gwinei.

## Morfologia
Długość ciała (bez ogona) 128–390 mm, długość ogona 103–325 mm, długość ucha 11–20 mm, długość tylnej stopy 25–80 mm; masa ciała 210–1280 g.

## Systematyka
Rodzaj zdefiniował w 1804 roku francuski przyrodnik Étienne Geoffroy Saint-Hilaire, w artykule zatytułowanym Uwaga dotycząca nowego rodzaju ssaków z rzędu gryzoni pod nazwą hydromys, opublikowanym w czasopiśmie „Bulletin des Sciences”. Geoffroy Saint-Hilaire wymienił trzy gatunki – Hydromys coipus É. Geoffroy Saint-Hilaire, 1804 (= Mus Coypus G.I. Molina, 1782), Hydromys chrysogaster É. Geoffroy Saint-Hilaire, 1804 i Hydromys leucogaster É. Geoffroy Saint-Hilaire, 1804 (= Hydromys chrysogaster É. Geoffroy Saint-Hilaire, 1804) – z których gatunkiem typowym jest (późniejsze oznaczenie) Hydromys chrysogaster É. Geoffroy Saint-Hilaire, 1804 (bobroszczur złotobrzuchy). 

### Etymologia
Hydromys (Hydromis): gr. ὑδρο- hudro- ‘wodny-’, od ὑδωρ hudōr, ὑδατος hudatos ‘woda’; μυς mus, μυος muos ‘mysz’.

### Podział systematyczny
Do rodzaju należą następujące gatunki:
| Grafika | Gatunek                 | Autor i rok opisu               | Nazwa zwyczajowa          | Podgatunki         | Rozmieszczenie geograficzne | Podstawowe wymiary                                  | Status IUCN |
| ------- | ----------------------- | ------------------------------- | ------------------------- | ------------------ | --- | --------------------------------------------------- | ----------- |
|         | Hydromys chrysogaster   | É. Geoffroy Saint-Hilaire, 1804 | bobroszczur złotobrzuchy  | gatunek monotypowy | Nowa Gwinea (Indonezja i Papua-Nowa Gwinea), kontynentalna Australia, Tasmania i wiele innych wysp i archipelagów; zakres wysokości: 0–1900 m n.p.m. | DC: 19,5–39 cm DO: 20–32 cm MC: 210–1820 g          | LC          |
|         | Hydromys hussoni        | Musser & Piik, 1982             | bobroszczur zachodni      | gatunek monotypowy | endemit Indonezji: zachodnia Nowa Gwinea (zlewnia jeziora Paniai); zakres wysokości: 1765–1800 m n.p.m.                                              | DC: 12,8–16,7 cm DO: 10,3–15,2 cm MC: brak danych   | DD          |
|         | Hydromys ziegleri       | K.M. Helgen, 2005               | bobroszczur papuaski      | gatunek monotypowy | endemit Papui-Nowej Gwinei: północna Nowa Gwinea (pogórza pasma górskiego Prince Alexander); zakres wysokości: około 200 m n.p.m.                    | DC: około 13,2 cm DO: około 11,8 cm MC: brak danych | DD          |
|         | Hydromys neobritannicus | Tate & Archbold, 1935           | bobroszczur nowobrytyjski | gatunek monotypowy | endemit Papui-Nowej Gwinei: Nowa Brytania (Archipelag Bismarcka); zakres wysokości: 0–1000 m n.p.m.                                                  | DC: około 29 cm DO: około 29 cm MC: brak danych     | DD          |

Kategorie IUCN:  LC  – gatunek najmniejszej troski,  DD  – gatunki o nieokreślonym stopniu zagrożenia.